# 넥슨 카트라이더 리그 버닝 타임

카트라이더 리그 버닝 타임 공식 온라인 그랑프리 예선 로고

넥슨 카트라이더 리그 BURNING TIME은 SPO TV 게임즈 카트라이더 리그의 네 번째 리그이며 기존 온게임넷에서 열렸던 리그를 포함하면 21번째 카트라이더 리그이다. 2015년 12월 19일 개최되었다.

## 기간

### 예선

#### 1차 예선
- 일정 : 2015년 10월 22일 (목) ~ 2015년 11월 4일 (수)
- 방식 : 스피드 개인전 그랑프리 (속도 매우 빠름), 아이템 개인전 그랑프리 (속도 가장 빠름)

#### 2차 예선
- 일정
  - 모집 : 2015년 11월 5일 (목) ~ 2015년 11월 12일 (수)
  - 참가 팀 발표 : 2015년 11월 19일 (목)
  - 예선 진행 : 2015년 11월 28일, 29일 (토, 일) 오전 10시부터
- 방식 : 조별 듀얼 토너먼트
  - 1세트 4:4 스피드전 (5전 3선승제 - ~ 8강, 7전 4선승제 - 4강 ~ )
  - 2세트 4:4 아이템전 (5전 3선승제 - ~ 8강, 7전 4선승제 - 4강 ~ )
  - 3세트 1:1 스피드전 (단판제)

#### 트랙 (예선)

##### 1세트 (스피드전)
| - 비치 해변 드라이브 - 포레스트 대관령 - WKC 브라질 서킷 | - 차이나 서안 병마용 - 노르테유 익스프레스 |

##### 2세트 (아이템전)
| - 광산 보석 채굴장 - 공동묘지 유령의 계곡 - 동화 카드왕국의 미로 | - 팩토리 핀저의 위험한 적재소 - 아이스 신나는 하프파이프 |

##### 3세트 (스피드전)
- 비치 해변 드라이브

### 본선
- 기간 : 2015년 12월 19일 ~ 2016년 2월 27일 (11주) (이벤트전 포함)
- 방송 시간 : 매주 토요일
- 장소 : 강남 넥슨 아레나[4]
- 더블 엘리미네이션 방식으로 진행된다.

## 특이 사항
- 리그 개막 직전, 여성부 리그 결승전을 진행했다. 유튜브 링크
- 이전 리그와 동일하게, 팀 구성을 참가 선수들이 함.
- 이전 리그 폐막 이후, 단 12일 만에 리그 예선이 시작되었음.
- 8강 승자전 경기에서, The A Engineering 팀이 최강팀으로 여겨진 R&Ders를 꺾었다. (승부 예측 투표 2% vs 98%)
- 지난리그 준우승팀인 문호준팀(R&Ders)이 8강에서 충격적인 탈락
- 결승전에서 8 대 0 퍼펙트게임이 나옴(유베이스 알스타즈 vs 예일모터스&그리핀)

## 트랙
- 선정 방식 : 경기를 진행하는 각 팀마다 한 맵을 밴을 하여, 7개의 맵을 선택하게 되며, 7전 4선승제로 진행한다. 3세트에서는 스피드전 맵이 랜덤 선택된다.(단 8강은 각 팀마다 두 맵을 밴 5전3선승제로 진행)

### 스피드전
| - 광산 꼬불꼬불 다운힐 - 포레스트 지그재그 - 비지 해변 드라이브 - 차이나 서안 병마용 - WKC 투어링 랠리 | - 아이스 설산 다운힐 - 사막 빙글빙글 공사장 - 빌리지 손가락 - 월드 리오 다운힐 - 월드 뉴욕 대질주 |

### 아이템전
| - 아이스 신나는 하프파이프 - 공동묘지 유령의 계곡 - 차이나 상해 동방명주 - 광산 보석 채굴장 - 광산 뽀글뽀글 용암굴 | - 동화 카드 왕국의 미로 - 사막 피라미드 탐험 - 황금문명 신비의 황금 콘도르 - 포레스트 폭포속으로 - 빌리지 수로 |

## 상금
- 총 상금 : 8200만원

팀 상금은 해당 팀에게 지급되며, 선수 상금은 각 팀의 선수들에게 지급된다.

### 선수 상금
- 1위 : 3200만원
- 2위 : 2000만원
- 3위 : 1200만원

### 팀 상금
- 우승 : 1000만원
- 준우승 : 500만원
- 3위 : 300만원

## 참가선수
| 그룹 | 팀명              | 감독   | 매니저 | 선수                           |
| ---- | ----------------- | ------ | ------ | ------------------------------ |
| A조  | 쏠라이트 인디고   | 서주원 | 이다령 | 유관영, 최영훈, 문진형, 손우현 |
| A조  | 인제 레이싱       | 김중엽 | 한채이 | 조희승, 우성민, 조다훈, 강현   |
| A조  | 예일모터스&그리핀 | 조항진 | 반지희 | 김선일, 문민기, 박건웅, 한주성 |
| A조  | 봉피양 레이싱     | 이원일 | 도민서 | 한동훈, 최성연, 전강인, 김경민 |
| B조  | R&Ders            | 김현철 | 신해리 | 문호준, 장진형, 전대웅, 강석인 |
| B조  | 유베이스-알스타즈 | 이동훈 | 한세린 | 조성제, 유영혁, 이은택, 김승태 |
| B조  | BEOM'S 레이싱     | 최진렬 | 이슬기 | 권순민, 김주원, 이준용, 최유성 |
| B조  | The A Engineering | 배종원 | 천보영 | 이다빈, 황선민, 임재원, 유창현 |

### 8강 조별 풀리그

#### A조(그룹)
- 1위 : 쏠라이트 인디고 (2승 0패)
- 2위 : 예일모터스&그리핀 (2승 1패)
- 3위 : 인제 레이싱 (1승 2패)
- 4위 : 봉피양 레이싱 (0승 2패)

#### B조(그룹)
- 1위 : The A Engineering (2승 0패)
- 2위 : 유베이스 알스타즈 (2승 1패)
- 3위 : 알앤더스 (1승 2패)
- 4위 : 범스 레이싱 (0승 2패)

굵은 글씨는 4강 진출

### 4강 이후
|  | 준결승전          | 준결승전          |                   |   | 결승전 | 결승전 |
|  |                   |                   |                   |   |        |        |
|  |                   |                   |                   |   |        |        |
|  |                   |                   |                   |   |        |        |
|  | 쏠라이트 인디고   | 0                 |                   |   |        |        |
|  | 쏠라이트 인디고   | 0                 |                   |   |        |        |
|  | 유베이스 알스타즈 | 2                 |                   |   |        |        |
|  | 유베이스 알스타즈 | 2                 | 유베이스 알스타즈 | 2 |        |        |
|  |                   |                   | 유베이스 알스타즈 | 2 |        |        |
|  |                   | 예일모터스&그리핀 | 0                 |   |        |        |
|  | The A Engineering | 예일모터스&그리핀 | 0                 | 1 |        |        |
|  | The A Engineering |                   |                   | 1 |        |        |
|  | 예일모터스&그리핀 | 2                 |                   |   |        |        |
|  | 예일모터스&그리핀 | 2                 |                   |   |        |        |

## 대회 결과
- 우승 : 유베이스 알스타즈
- 준우승 : 예일모터스&그리핀
- 3위 : 쏠라이트 인디고
- 4위 : The A Engineering

## 중계진
- 캐스터 : 성승헌
- 해설 :  정준, 김대겸